# Blandfordija
Blandfordija (lat. Blandfordia), biljni rod koji čini samostalnu porodicu Blandfordiaceae, unutar reda Asparagales. Rodu pripadaju četiri vrste trajnica kojima je domovina istočna Australija (Queensland, Novi Južni Wales i Tasmanija), a imenovao ga je engleski botaničar James Edward Smith u čast izvjesnog markiza od Blanforda.
Rod je u lokanom nazivu poznat kao božično zvonce (engl. Christmas bells), po njegovim zvonastim cvjetovima

## Vrste
1. Blandfordia cunninghamii Lindl.
2. Blandfordia grandiflora R.Br.
3. Blandfordia nobilis Sm.
4. Blandfordia punicea (Labill.) Sweet

## Galerija
- Blandfordia cunninghamii
- Blandfordia grandiflora
- Blandfordia nobilis
- Blandfordia punicea